# Florianturm
Florianturm — телевизионная и радиовещательная башня, расположенная в г. Дортмунде (федеральная земля Северный Рейн — Вестфалия). Была сооружена в 1959 году к федеральной садово-парковой выставке в городском парке Вестфальском парке. На момент сооружения башня была самым высоким сооружением в Германии — её первоначальная высота составляла 219,6 м. На сегодняшний день высота башни составляет 211,4 м, что в списке наивысших сооружений Германии является 14-м результатом. Башня используется для размещения антенн аналогового телевидения, DVB-T, радиослужб УКВ-диапазона, а также как смотровая площадка и ресторан. Сегодня Florianturm — тематический пункт регионального проекта «Путь индустриальной культуры» Рурского региона.

## Расположение
Башня установлена в Вестфальском парке на высоте 120 м над уровнем моря. Недалеко от башни располагаются выставочный комплекс Westfalenhallen, стадион Signal Iduna Park, офисные здания компаний RWE и Deutsche Telekom.
С центром города башню соединяют маршруты метрополитене U41, U47 (остановка Märkische Straße) U45 и U49 (остановка «Westfalenpark»).

## История и технические особенности
Строительство Florianturm было начато в мае 1958 года, а уже в апреле 1959 года состоялось её официальное открытие. Башня представляет собой железобетонный цилиндр, конструктивно подобный дымовой трубе. Высота железобетонной трубы составляет 129,75 м с уменьшающейся кверху толщиной стен. Внутри трубы расположены лифтовые шахты и винтовая лестница на 762 ступени. Выше находится трёхэтажное здание, в котором размещены технические службы, вращающийся ресторан (первый в мире) и две смотровые площадки.
С отметки 173,4 м начинается антенна. Первоначальная антенна имела высоту 46,2 м. 7 сентября 2004 года при помощи вертолёта Ка-32 ОКБ «Камова» старая антенна была заменена на новую высотой 38 м с поддержкой стандарта DVB-T. При этом общая высота башни уменьшилась с 219,6 м до 211,4 м.
В настоящее время собственником Rheinturm является компания Deutsche Funkturm — дочернее предприятие Deutsche Telekom. С 4 апреля 2005 года с башни вещаются 24 телевизионных канала в стандарте DVB-T и 6 радиовещательных каналов в УКВ-диапазоне. Мощность излучения — 50 кВт.
В 2000 году на верхней платформе башни фирмой Jochen Schweizer было установлено оборудование для банджи-джампинга, но после трагического случая 20 июля 2003 года, вызванного обрывом троса и приведшем к гибели человека, прыжки были запрещены, а в июле 2008 это оборудование было демонтировано.
В ночь на 6 октября 2006 года с высоты в 164 метров обвалились несколько кусков бетонной облицовки. В результате этого башня была временно закрыта, а облицовка на высоте 164—168 метров — восстановлена.

## Технические характеристики
- Высота антенны — 211,4 м
- Высота крыши — 173,4 м
- Высота 1-й смотровой площадки — 144,7 м
- Высота 2-й смотровой площадки — 141,9 м
- Высота ресторана — 137, 5 м
- Высота помещений технических служб — 133,1 м
- Мощность излучателя — 50 кВт
- Диаметр основания — 25 м
- Толщина диска основания — 2,5 м
- Глубина основания — −8,1 м
- Полная масса — 7700 тонн
- Расход бетона — 3400 м³
- Масса стальных конструкций — 660 тонн
- Запас устойчивости — 3,5-кратный

## Галерея

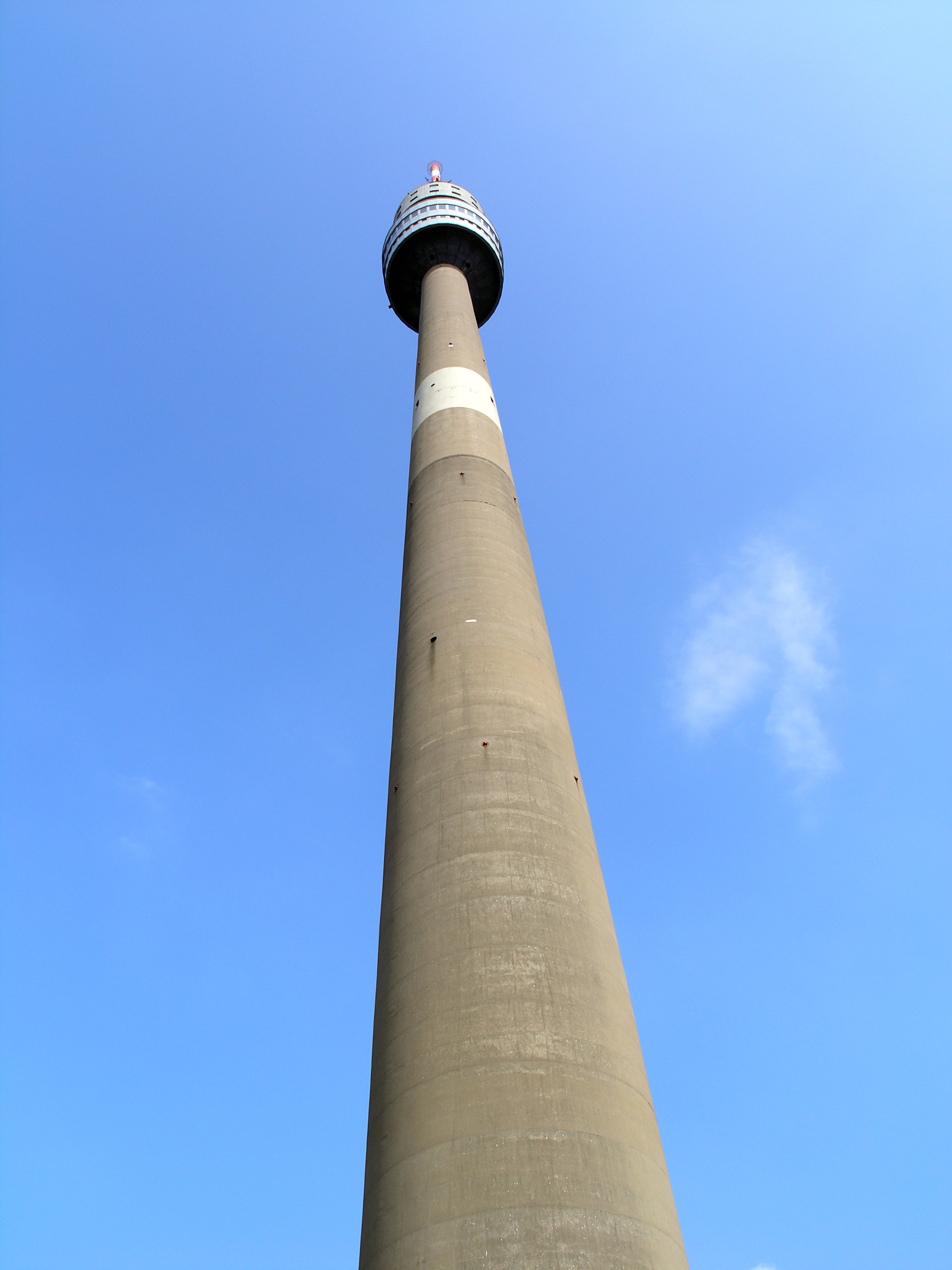
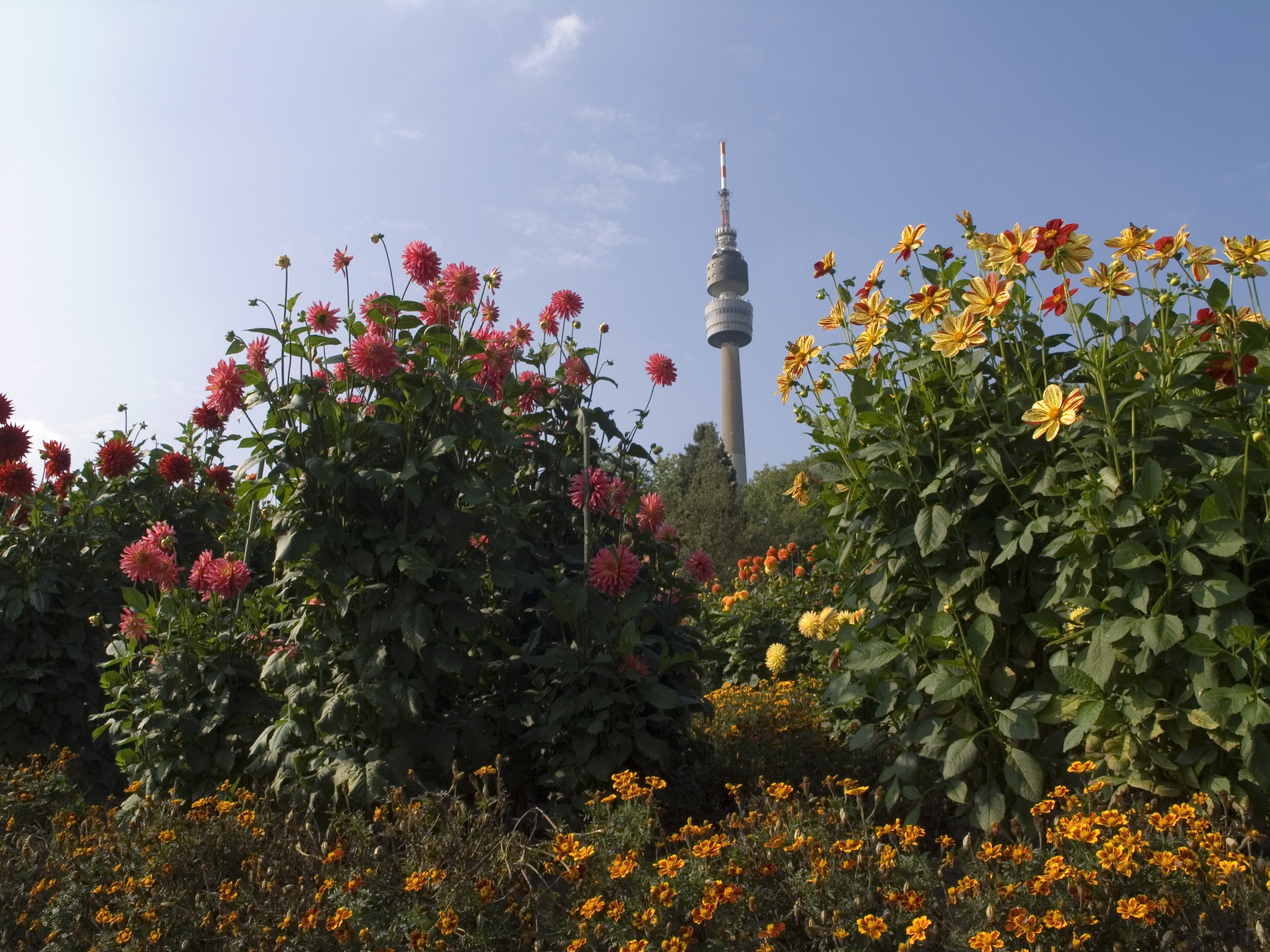
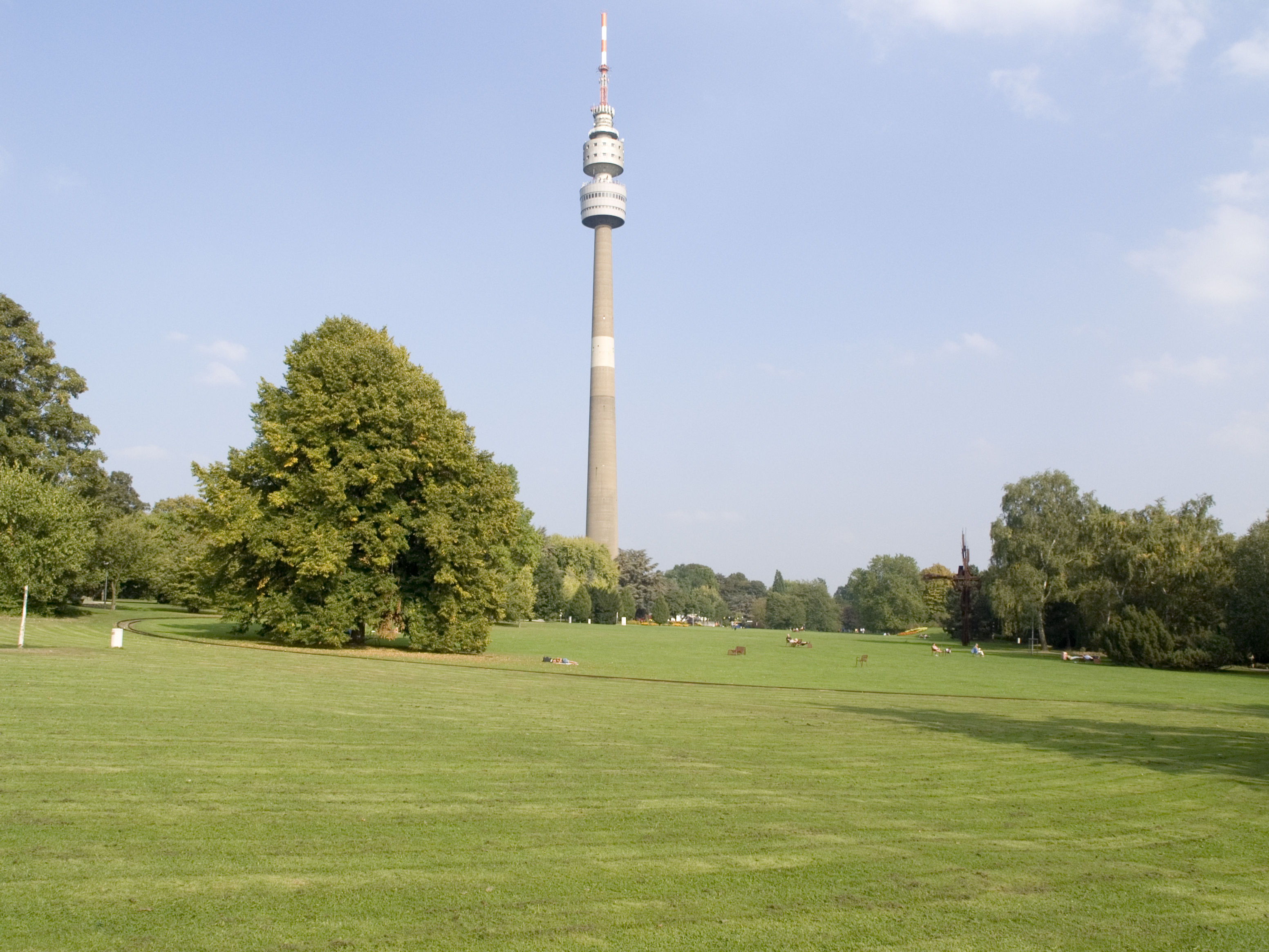
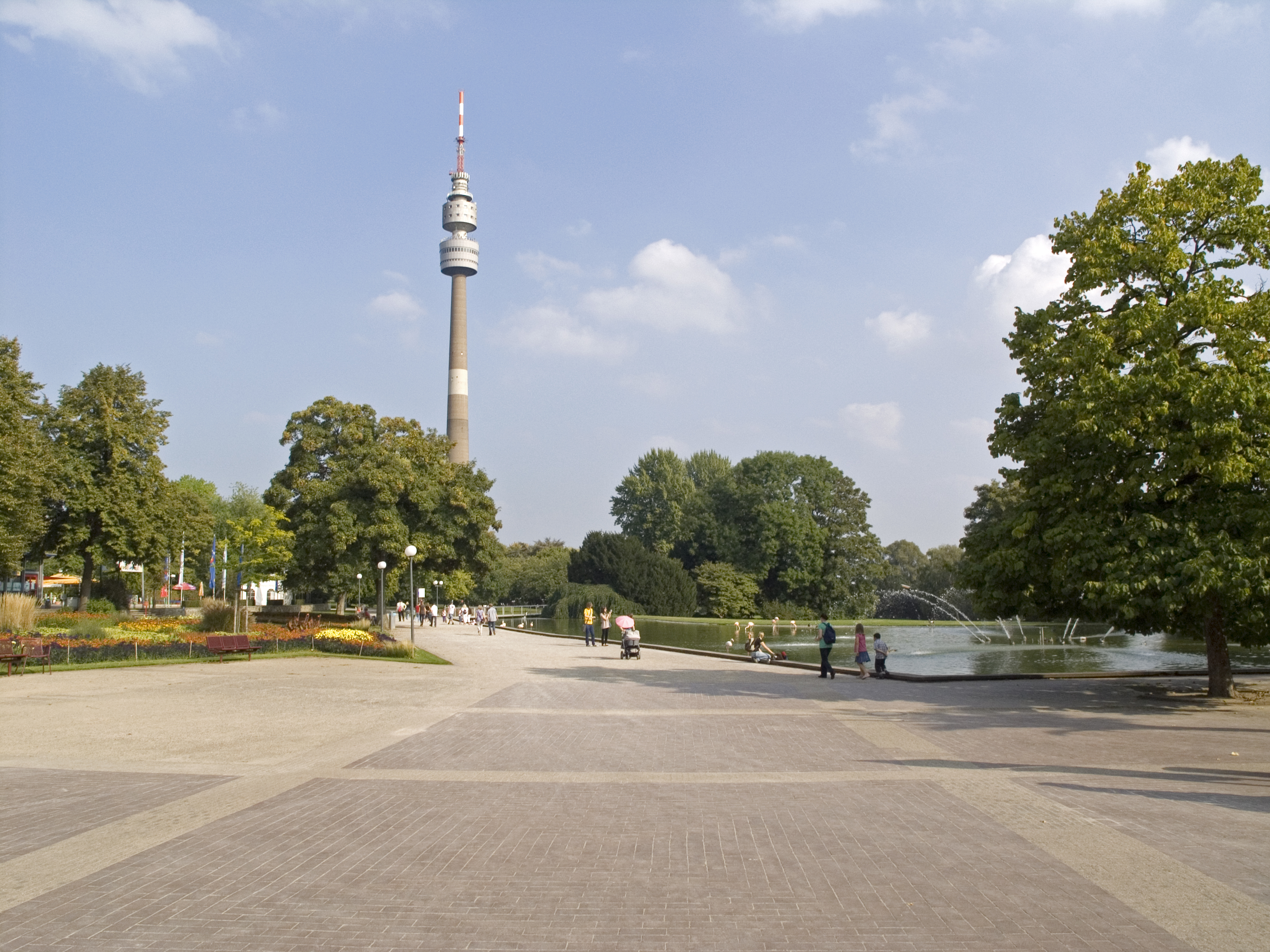

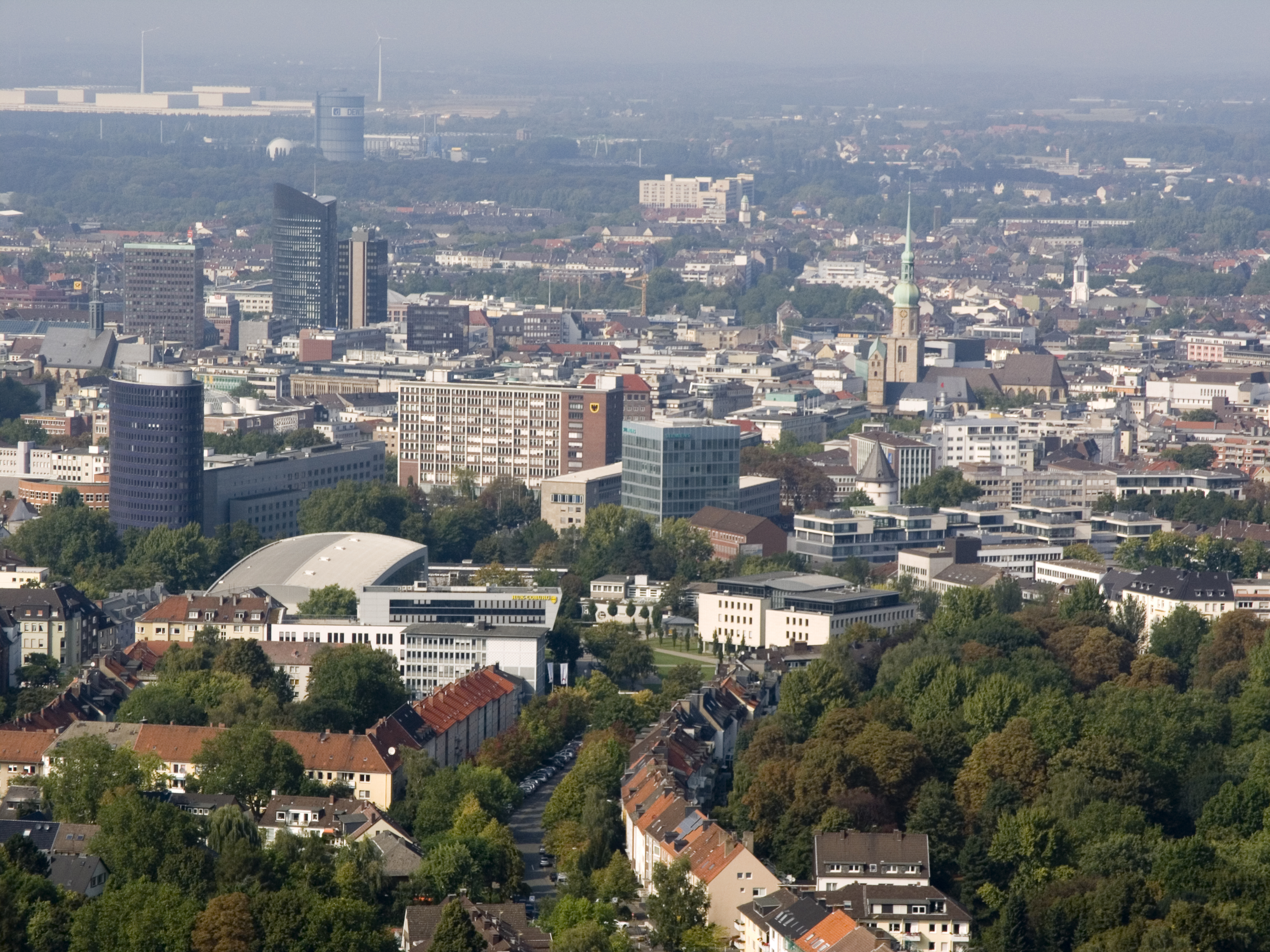
Вид с телебашни Florianturm на старый город
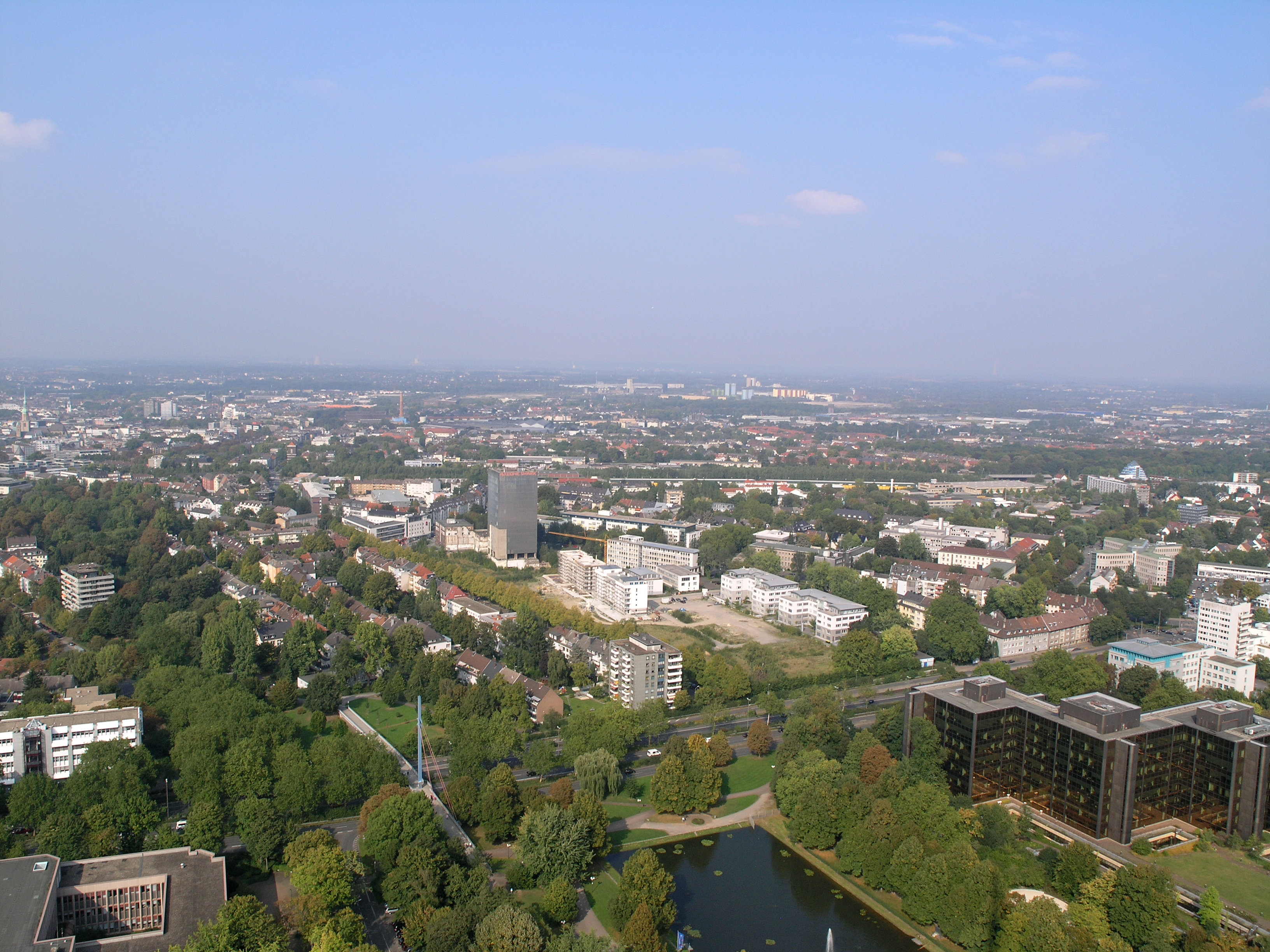
Вид с телебашни Florianturm
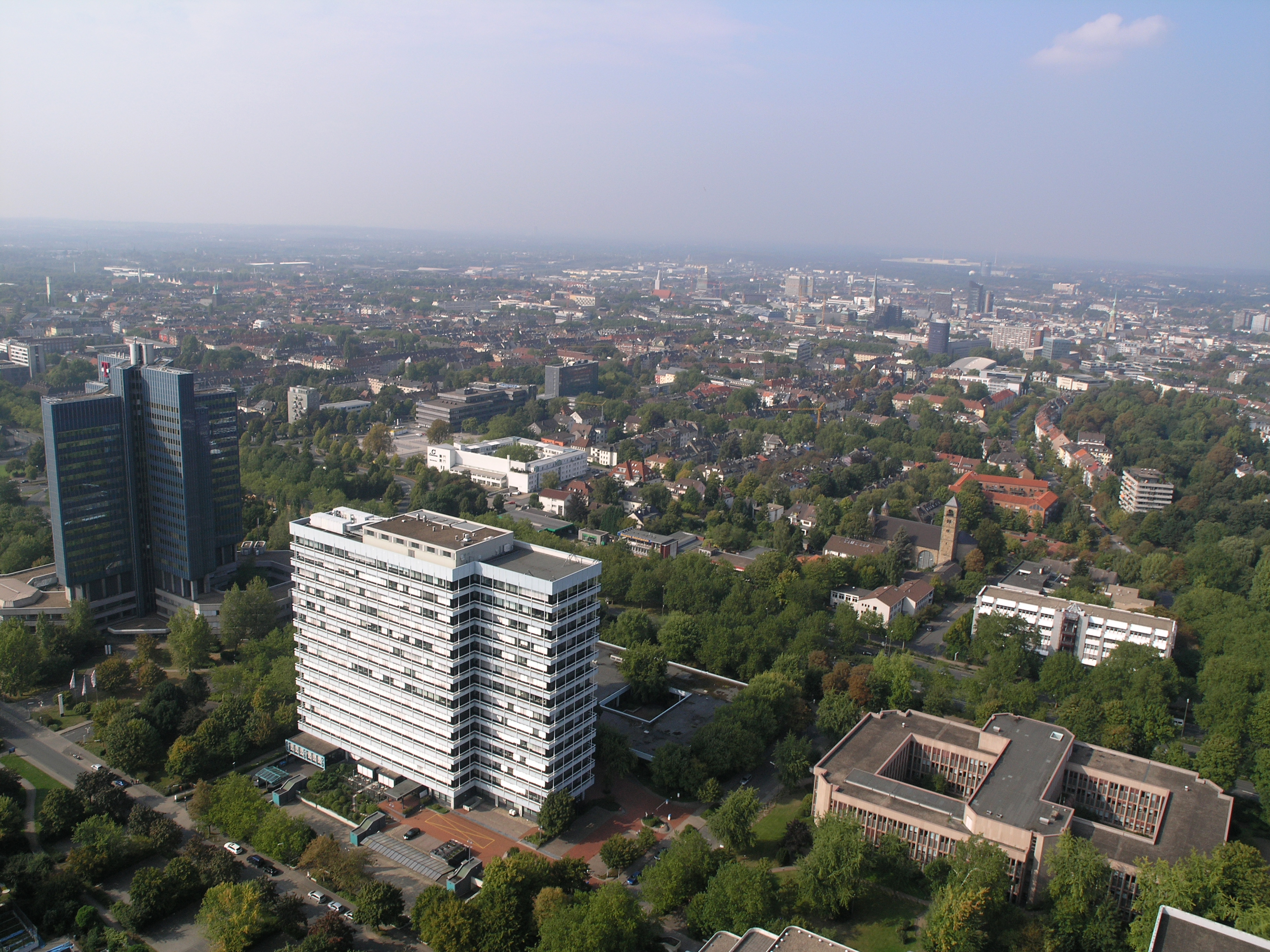
Вид с телебашни Florianturm
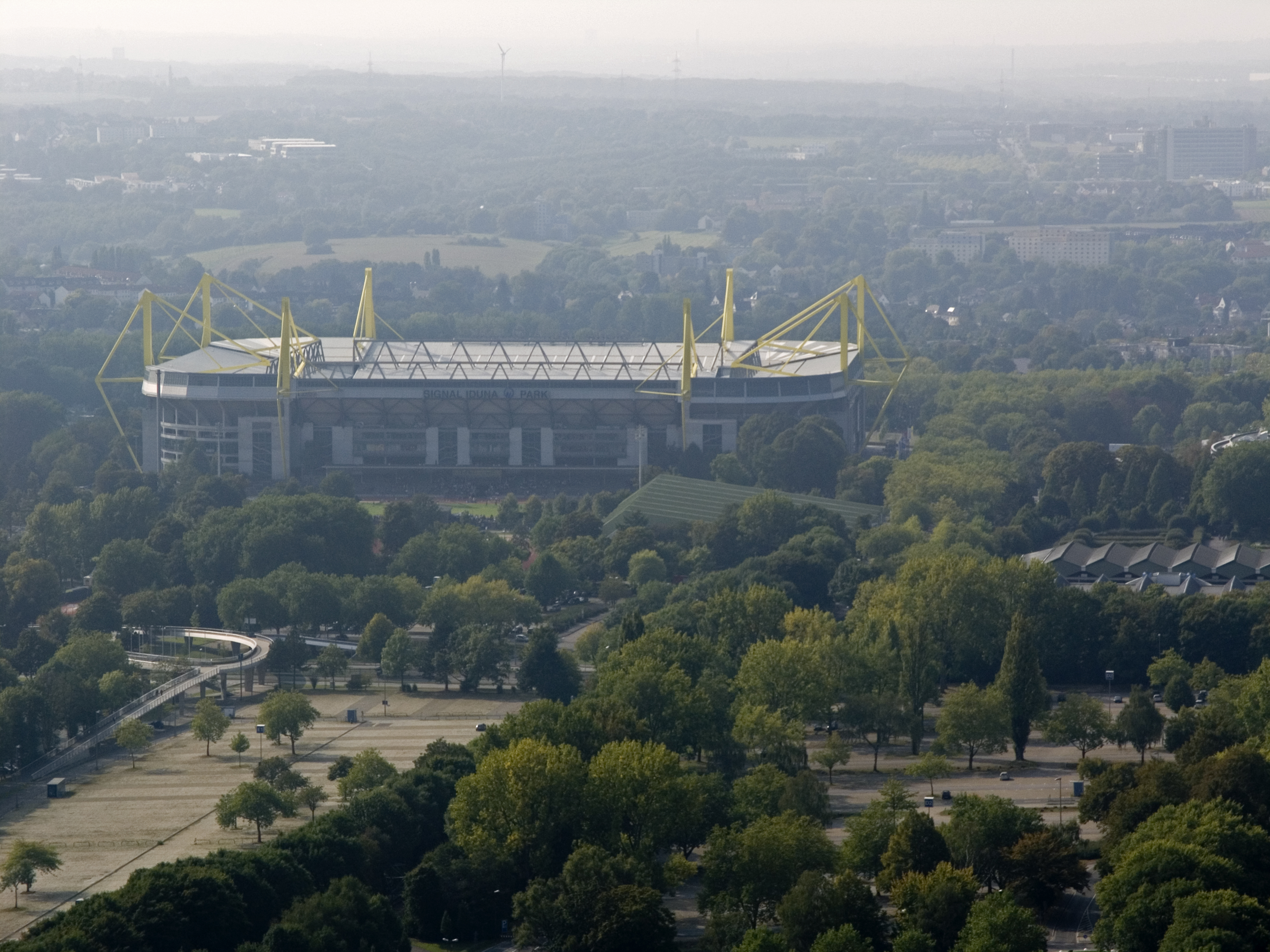
Вид с телебашни Florianturm на стадион Signal Iduna Park